# Ai Hongo
Ai Hongo (本郷愛, Hongo Ai), née le 28 octobre 1999 à Tokyo, est une idole féminine et une actrice pornographique. Elle débute en 2016 avec FALENO.